# Que Belo Estranho Dia Para se Ter Alegria
Que Belo Estranho Dia Pra Se Ter Alegria é o segundo álbum de estúdio da cantora Roberta Sá. Lançado em 2007 pela MP,B Produções e distribuído pelo selo da Universal Music, o disco dá seguimento ao aclamado trabalho iniciado com o álbum Braseiro. 
Alcançou a marca de disco de ouro e deu origem ao show Pra Se Ter Alegria, gravado ao vivo no Vivo Rio.

## Lista de faixas
| N.º | Título                                                                           | Compositor(es)                            | Duração |  |
| 1.  | "O Pedido"                                                                       | Junio Barreto, Jam da Silva               | 2:05    |  |
| 2.  | "Alô Fevereiro"                                                                  | Sidney Miller                             | 3:39    |  |
| 3.  | "Interessa?"                                                                     | Carvalhinho                               | 2:18    |  |
| 4.  | "Mais Alguém"                                                                    | Moreno Veloso, Quito Ribeiro              | 3:59    |  |
| 5.  | "Janeiros"                                                                       | Pedro Luís, Roberta Sá                    | 3:13    |  |
| 6.  | "Fogo e Gasolina" (Part. Lenine)                                                 | Pedro Luís, Carlos Rennó                  | 3:07    |  |
| 7.  | "Belo Estranho Dia de Amanhã"                                                    | Lula Queiroga                             | 4:17    |  |
| 8.  | "Cansei de Esperar Você"                                                         | D. Ivone Lara, Délcio Carvalho            | 3:47    |  |
| 9.  | "Laranjeira"                                                                     | Roque Ferreira                            | 3:57    |  |
| 10. | "Samba de Amor e Ódio"                                                           | Pedro Luís, Carlos Rennó                  | 3:32    |  |
| 11. | "Novo Amor"                                                                      | Edu Krieger                               | 4:39    |  |
| 12. | "Samba de Um Minuto" (Faixa bônus)                                               | Rodrigo Maranhão                          | 4:33    |  |
| 13. | "Girando Na Renda" (Part. Carlos Malta, Pife Muderno e Pedro Luís) (Faixa bônus) | Pedro Luís, Sérgio Paes, Flávio Guimarães | 3:15    |  |

## Créditos
- Zé da Velha (trombone faixa 3)
- Silvério Pontes (trompete faixa 3)
- Hamilton de Holanda (bandolim faixa 11)

## Certificados e vendas
| País (Provedor) | Disco Especifico | Certificação | Vendas  |
| --------------- | ---------------- | ------------ | ------- |
| Brasil (ABPD)   | CD               | Ouro         | +50.000 |